# Antonio Serrano (militar)
Antonio Facundo Serrano (Salta, 1926- Ib., 24 de enero de 2002) fue un militar argentino que alcanzó el rango de general de brigada.
Fue el 41.er gobernador ―de facto― de la provincia del Chaco desde el 19 de abril de 1976 hasta el 29 de marzo de 1981, como parte del «Proceso de Reorganización Nacional». Fue el 21.er gobernador desde la provincialización.

## Gobernación
El 19 de abril de 1976, fue designado en el cargo mediante Decreto N.º 114 del Poder Ejecutivo Nacional, siendo puesto en funciones por el ministro del Interior de facto, Albano Harguindeguy, quien viajó a Resistencia el 24 de abril para el acto de asunción.
Fue amigo personal de Jorge Rafael Videla y formó parte del terrorismo de Estado llevado a cabo por las fuerzas armadas. En mayo de 1976 se había expresado sobre los guerrilleros:

El enemigo así calificado ―delincuente subversivo― es enemigo del ser argentino, de la esencia nacional, del pueblo chaqueño y naturalmente del gobierno chaqueño. En consecuencia, y por ello, tendrá la firme respuesta que como enemigo se merece. Sepa también el pueblo chaqueño que nuestro gobierno, que es el gobierno de las Fuerzas Armadas, no descansa ni descansará hasta terminar con este enemigo.

En agosto de 1976, Serrano recibió a Videla, quien prometió incorporar a la producción miles de hectáreas de bosques nativos de los departamentos General Güemes y Almirante Brown, la construcción de la Ruta Juana Azurduy en El Impenetrable, la instalación de una Brigada de Monte en Juan José Castelli y la fundación de Fuerte Esperanza. En los años siguientes se inauguraron acueductos, un dique, un puente, autódromo y un alto horno. También creó el municipio de El Sauzalito e intervino el banco provincial.
En abril de 1977, decretó la intervención judicial del periódico Norte y ordenó las detenciones de sus directivos. Posteriormente nombró como director interventor a un oficial de la Inteligencia del Ejército. En 1979, mediante un decreto provincial, hizo ingresar a Elisa Carrió a la Fiscalía de Estado chaqueña. En 1980, inicia un diálogo político con Edgardo Rossi, del Partido Socialista, Alejandro Varela del Partido Conservador y Raimundo Vargas del Partido Demócrata Progresista.
En 2001, fue imputado como instigador de homicidios agravados, desaparición forzada y torturas por la masacre de Margarita Belén, de diciembre de 1976. Se le atribuye haber sobrevolado en helicóptero el área donde fueron fusilados los 22 presos junto a su ministro de Gobierno Oscar Zucconi y al jefe de la policía chaqueña Wenceslao Ceniquel. El secretario de la gobernación durante su intervención, y también acusado por la masacre, fue Ricardo Brinzoni, jefe del Ejército Argentino entre 1999 y 2003.
Falleció el 24 de enero de 2002 en su ciudad natal.